# Mont Bar
Mont Bar este o arie protejată (sit de importanță comunitară — SCI) din Franța întinsă pe o suprafață de 21 ha, integral pe uscat.

## Localizare
Centrul sitului Mont Bar este situat la coordonatele 45°11′55″N 3°43′36″E / 45.19861°N 3.72667°E.

## Înființare
Situl Mont Bar a fost declarat arie specială de conservare în baza directivei 92/43 din 1992 referitoare la conservarea habitatelor naturale și a faunei și florei sălbatice pentru a proteja un număr necunoscut de specii din flora spontană și fauna sălbatică aflate în arealul zonei.

## Biodiversitate
Situată în ecoregiunea continentală, aria protejată conține 4 habitate naturale: Mlaștini turboase de tranziție și turbării mișcătoare, Păduri de fag Asperulo-Fagetum, Turbării active, Păduri de fag acidofile atlantice, cu subarboret de Ilex și, uneori, de asemenea, Taxus, la nivelul arbuștilor (Quercion robori-petraeae sau Ilici-Fagenion).
La baza desemnării sitului se află un număr nedeclarat de specii protejate:
Pe lângă speciile protejate, pe teritoriul sitului au mai fost identificate 6 specii de plante, 3 specii de păsări, 3 specii de amfibieni.